# Phacelia hastata
Phacelia hastata är en strävbladig växtart som beskrevs av David Douglas och Johann Georg Christian Lehmann. Phacelia hastata ingår i Faceliasläktet som ingår i familjen strävbladiga växter.

## Underarter
Arten delas in i följande underarter:
- P. h. charlestonensis
- P. h. compacta
- P. h. dasyphylla

## Bildgalleri

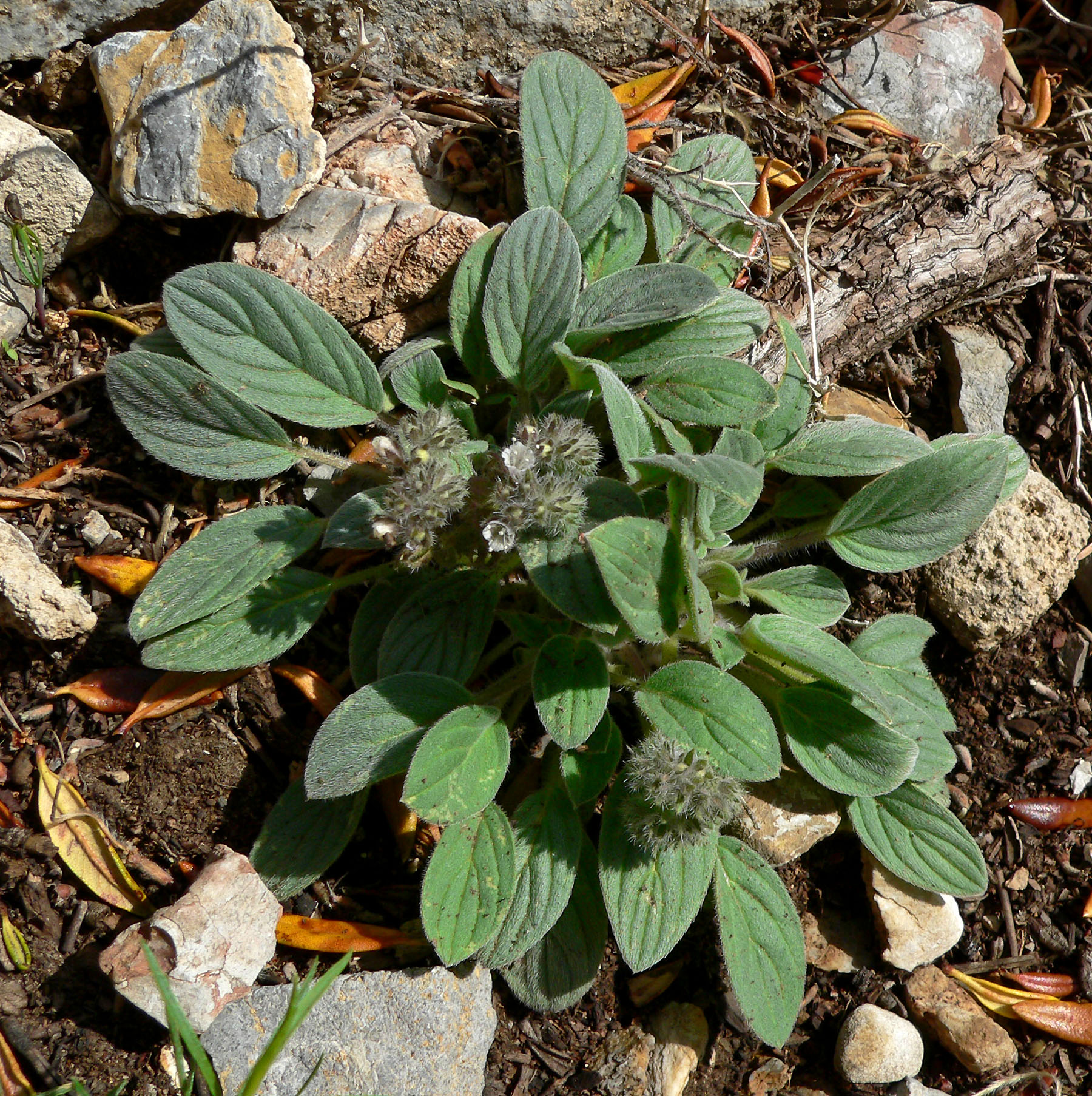
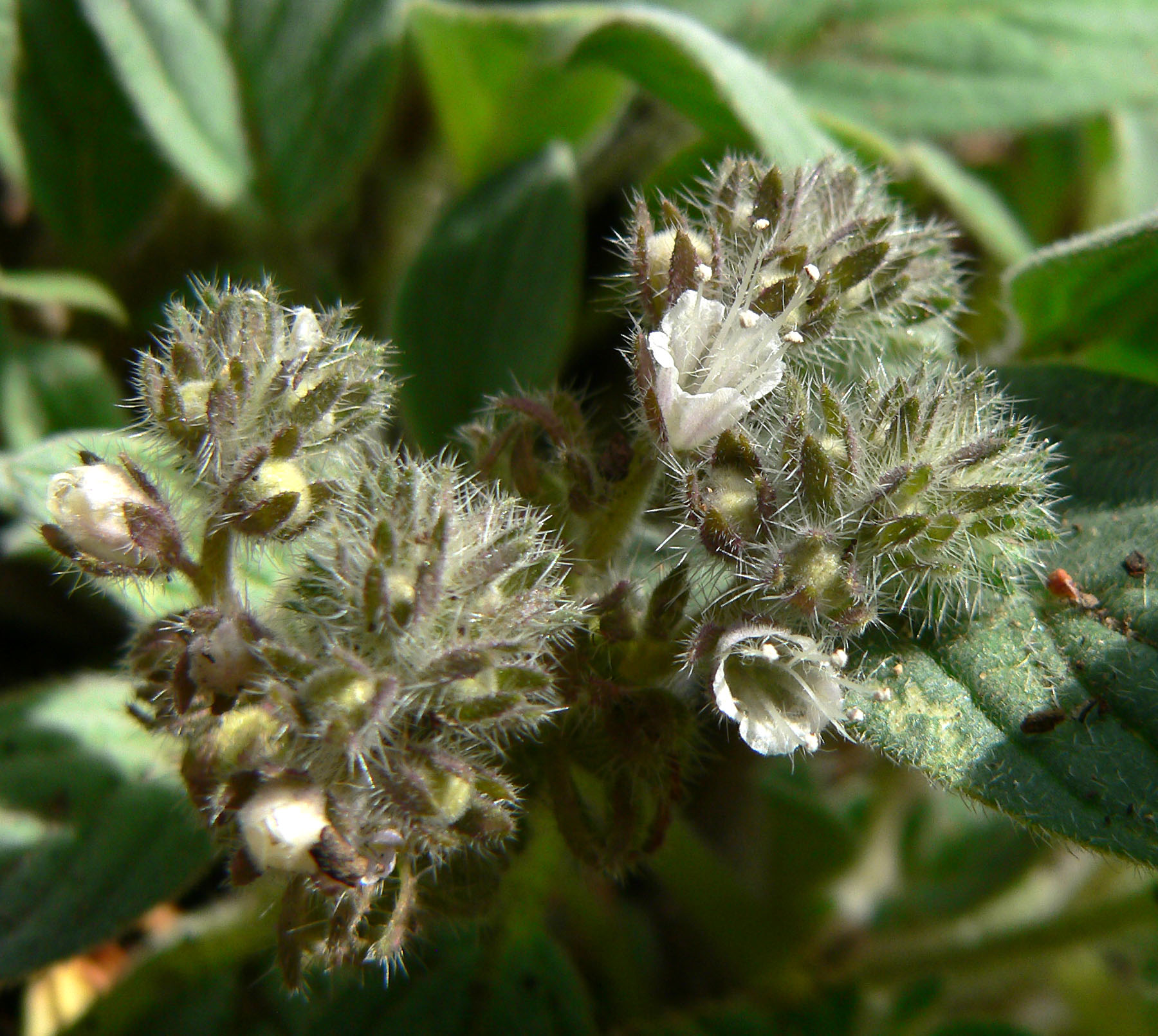
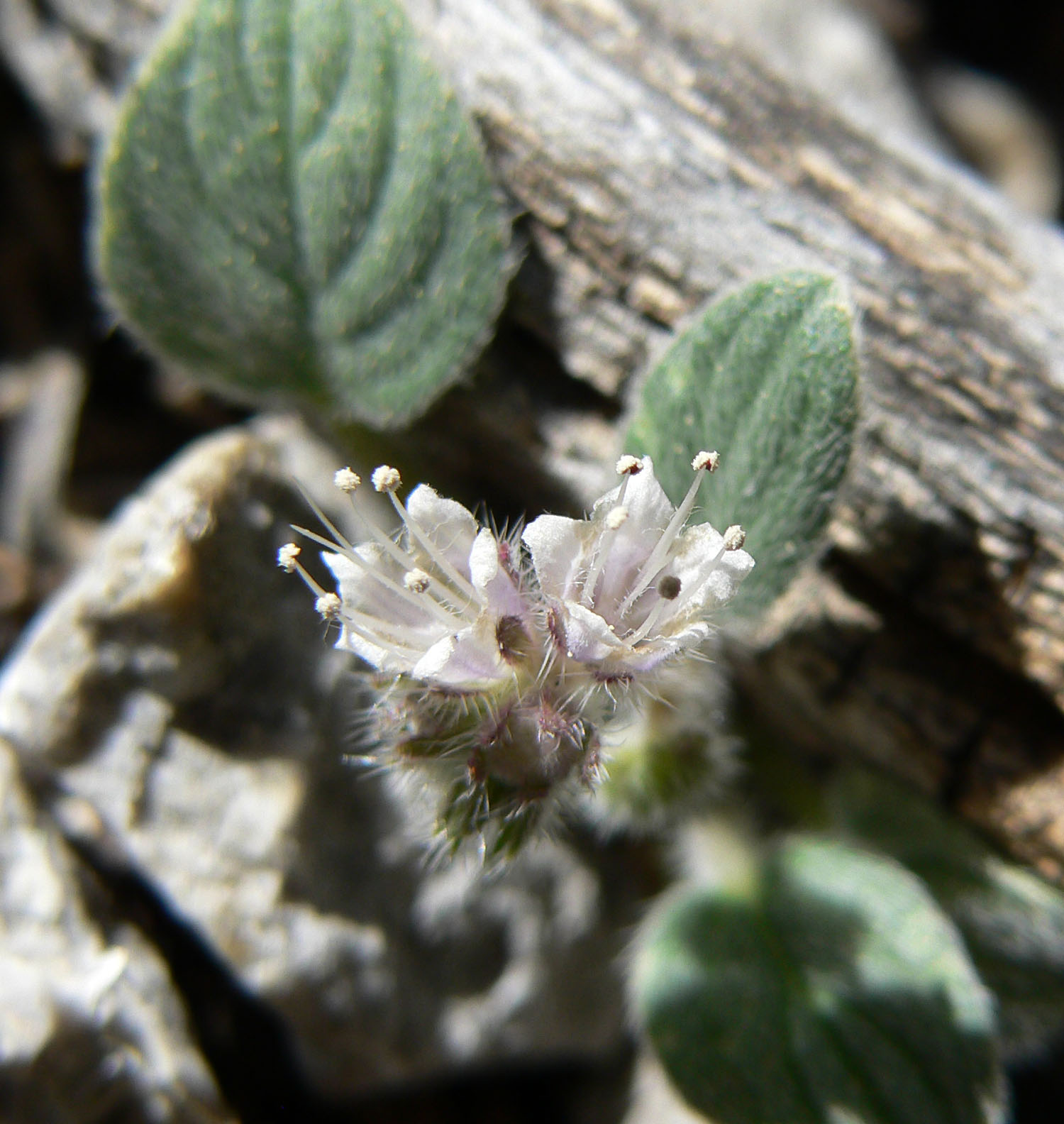
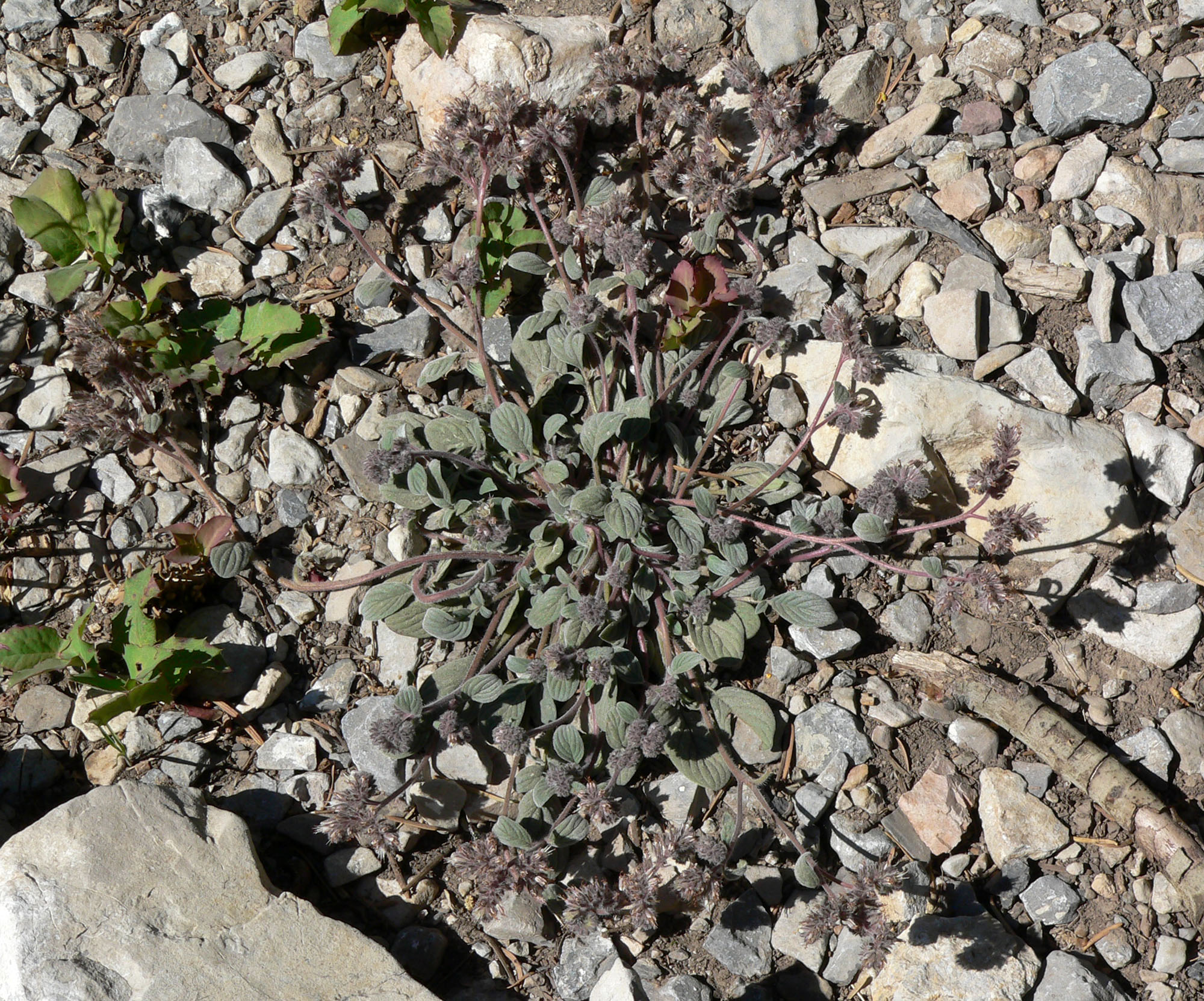
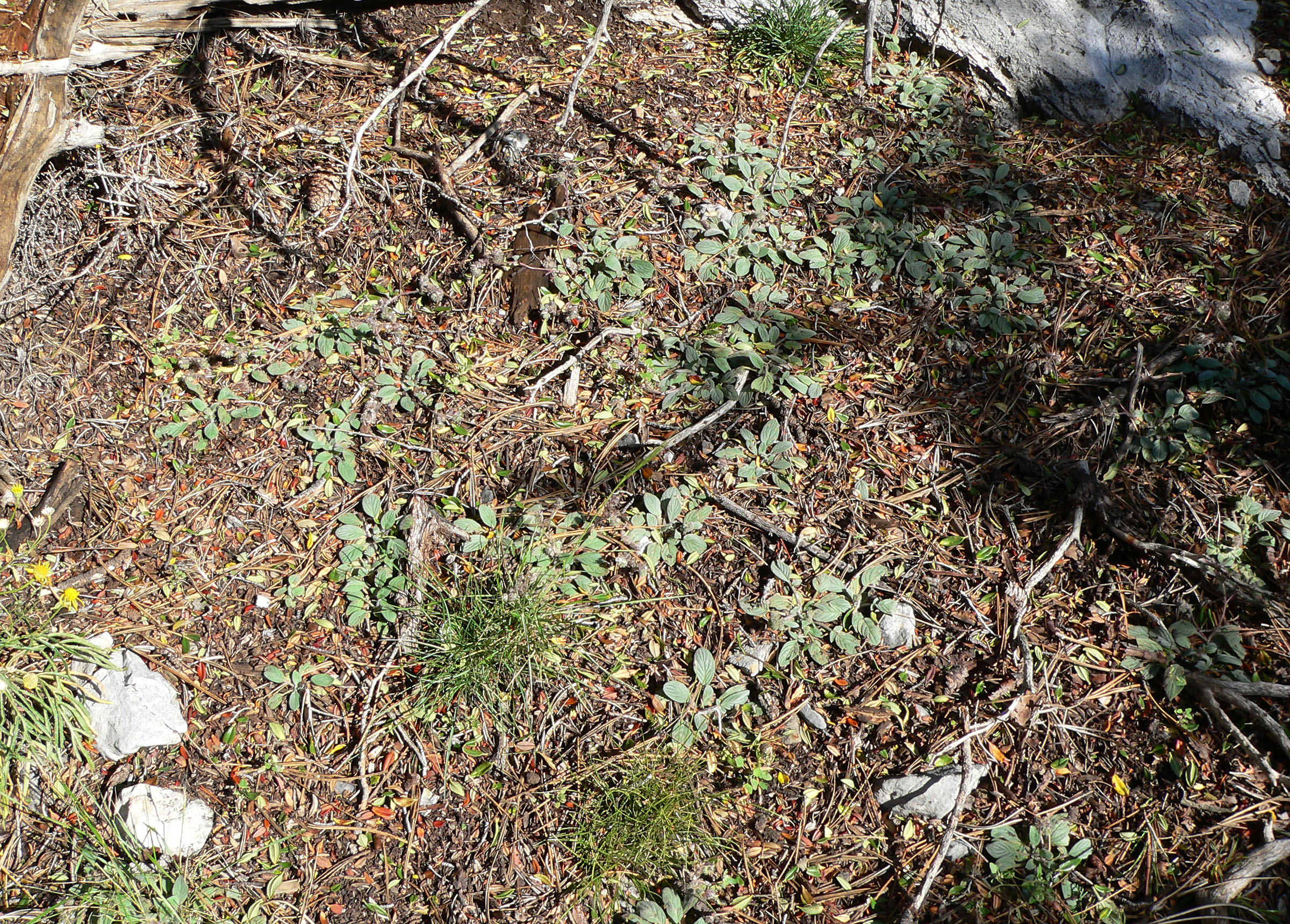
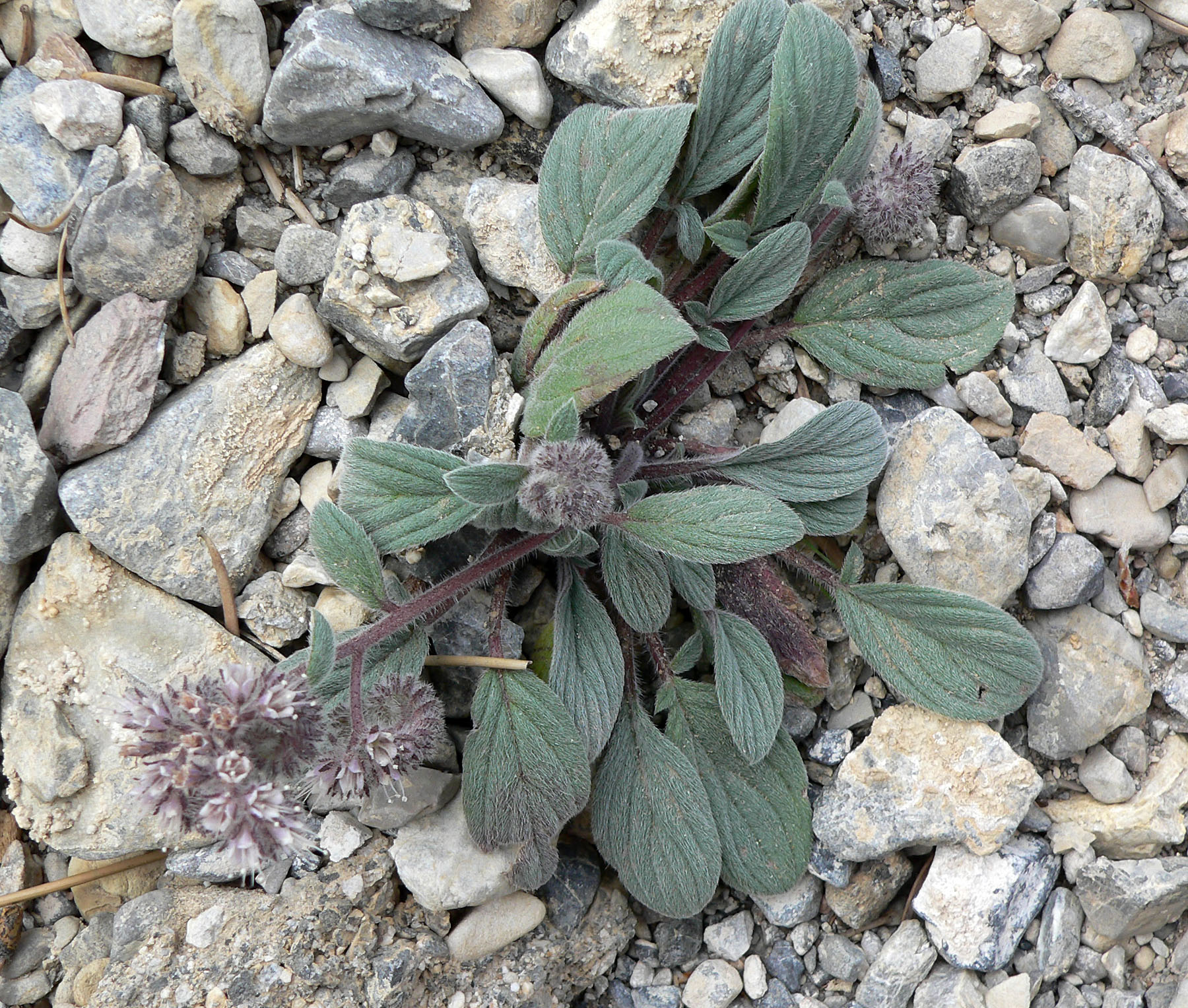